# 学校法人幸福の科学学園
学校法人幸福の科学学園（がっこうほうじんこうふくのかがくがくえん）は、幸福の科学グループに属する学校法人。

## 設立趣旨
大川隆法の著書「教育の法」を学園設立の思想としている。

## 沿革
- 2006年 - 「幸福の科学学園構想」発表。
- 2007年4月15日 - 学園設立計画の発表[2]。文部科学省・栃木県等との折衝を開始。
- 2008年3月11日 - 栃木県より「学校設置に係わる事業承認」[3]。これを受けて、学園設立準備財団を設立し、学校施設建設などの計画が進行し始める。
- 2009年11月25日 - 栃木県私立学校審議会は、幸福の科学学園中学・高校の設置認可の審議で「認可して差し支えない」旨の答申を出す[4][5][6][7]。
- 2009年12月1日 - 上記答申を受けて栃木県知事から、学校法人幸福の科学学園の寄付行為認可（設立認可）ならびに中学校・高等学校の設置認可。
- 2009年12月7日 - 学校法人の法人登記。
- 2010年4月1日 - 幸福の科学学園中学校・高等学校 開校。
- 2013年2月6日 - 滋賀県私立学校審議会より「幸福の科学学園関西中学校・高等学校」認可を適当と認める答申が出る[8]。
- 2013年2月12日 - 上記の答申を受けて、滋賀県知事より学校設置が認可される。
- 2013年4月1日 - 幸福の科学学園関西中学校・高等学校 開校。

## 設置校
- 幸福の科学学園中学校・高等学校（栃木県那須郡那須町）
- 幸福の科学学園関西中学校・高等学校（滋賀県大津市）

### 大学設置問題
2015年4月に千葉県長生郡長生村に幸福の科学大学（仮称）を開学する計画があり、設置準備を進めていたが、文部科学省の大学設置・学校法人審議会は2014年10月29日に文部科学大臣に開設「不可」とする答申を出した。理由として、同大学は大川隆法の思想をベースにした必修科目を設けており、学校教育法第83条第1項に掲げる「学術の中心」としての大学の目的を達成できず、大学設置基準第19条第1項・第2項の要件を満たしていないとされている。さらに文部科学省は、「審査の過程で認可を強要するような不適切な行為があった」として、今後最長5年間にわたって、学校法人幸福の科学学園による大学の設置を認めない方針を決定した。
これに対し、幸福の科学側は認可の強要とされたものは誤認であるなどとした異議申立補足書を提出し、また下村博文文部科学大臣に対して、設置認可申請の審査手続きが不適当に行われたなどとして請願法に基づく弁明請求書を提出。さらに刊行書籍において、書籍の送付が認可の強要を意図する不適切な行為とされたものであるとした。
2015年4月に幸福の科学大学とする予定だったものをハッピー・サイエンス・ユニバーシティという無認可校として設立した。幸福の科学は「『現代の松下村塾』であり、日本発の本格私学の開学」としている。
2015年4月28日、大学としての認可申請時に不正行為があったとして、2019年10月31日まで大学や短大などの設置を認可しない決定が通知された。

## 役員
- 理事長 - 渡邉和哉
- 副理事長 - 木村智重

### 理事長一覧
| 代 | 理事長   | 在任期間               |
| -- | -------- | ---------------------- |
| 1  | 泉聡彦   | 2009年12月 - 2012年3月 |
| 2  | 九鬼一   | 2012年3月 - 2013年11月 |
| 3  | 木村智重 | 2013年11月 -2019年     |
| 4  | 渡邉和哉 | 2019年 - 現在          |

## 反対運動
幸福の科学学園関西中学校・高等学校の建設の許認可を行わないことを求めた署名活動に対し3万人を超える署名が集まった。滋賀県大津市議会は、この署名活動の流れを受けて提出された請願「幸福の科学学園建設計画に対する住民不安の解消に向けた取り組みと、住民との合意形成の環境を整える取り組みを大津市に求めることについて」を可決している（「北大津まちづくりネットワーク」によれば、全会一致としている）。
地盤安全性に対する疑義を理由に、建築物の除去・使用停止等の義務付けを求める訴訟が大津市に対して提起され、2014年現在係争中である。

## 批判と訴訟
週刊新潮2012年11月22日号に藤倉善郎による、『文科省も県もお手上げ!子供に嘘を刷り込むデタラメ授業!「坂本龍馬の前世は劉備」と教える幸福の科学学園の罪』が掲載された。それに対し学園側は新潮社と藤倉に対し名誉棄損として1億円の損害賠償を起こしている。2014年12月12日に東京地方裁判所の一審判決があり、幸福の科学学園側の請求を全面的に棄却し、新潮社と藤倉が勝訴した。12月24日に幸福の科学側は控訴している。